# Pierre-Baptiste Baherlé
Pierre-Baptiste Baherlé (Cucq,7 juli 1991) is een Frans voetballer die bij voorkeur als middenvelder speelt.

## Jeugd
Gedurende zijn jeugd speelde hij voornamelijk bij OSC Lille.

## Profcarrière
Baherlé maakte zijn debuut op professioneel niveau toen hij op zijn 16de voor OSC Lille mocht opdraven in de Coupe de la Ligue. Hij was met zijn 16 jaar en 3 maanden de jongste speler ooit in deze bekercompetitie. In deze tijd speelde ook Eden Hazard nog bij OSC Lille. Buiten deze wedstrijd kwam hij nooit in actie voor het eerste elftal van OSC Lille. Hij maakte voornamelijk deel uit van het tweede elftal. Hij was wel steeds beschikbaar voor het eerste elftal. Ook mocht hij tijdens het seizoen 2009-2010 op de bank plaatsnemen tijdens de Europa League.
Op 1 juli 2011 vertrok hij transfervrij naar US Boulogne, dat op dat moment in de Ligue 2 speelde. Na 1,5 jaar speelde hij twee wedstrijden in de competitie en een vijftal in bekerwedstrijden. Hierop besloot de club hem voor een half jaar uit te lenen aan FC Chambly.
Daarna keerde hij nog een seizoen terug bij US Boulogne en speelde er enkele wedstrijden. Op het einde van het seizoen 2012-2013 trok hij naar Stade Bordelais waar hij wel doorbrak. Hij speelde zich in de kijker bij Sint-Truidense VV.
Op 18 juli 2014 tekende hij, na een geslaagde testperiode, een contract bij de Belgische club. In zijn eerste seizoen bij deze club werd hij al snel een basisspeler. Zo werd hij met hen kampioen in tweede klasse en promoveerde hij met Sint-Truidense VV naar Eerste Klasse. Zijn debuut in de Eerste Klasse kwam op de 3de speeldag thuis tegen KV Oostende. Hier mocht hij invallen voor Jean-Luc Dompé.
In het seizoen 2016/17 stond Baherlé onder contract bij Union Sint-Gillis en zat daarna een anderhalf jaar zonder ploeg. Sinds januari 2019 speelt hij voor het Franse Bassin d'Arcachon.

## Statistieken
| Seizoen | Club                        | Land               | Competitie           | Duels | Doelp. |
| ------- | --------------------------- | ------------------ | -------------------- | ----- | ------ |
| 2007/08 | Lille OSC                   | Vlag van Frankrijk | Ligue 1              | 0     | 0      |
| 2008/09 | Lille OSC                   | Vlag van Frankrijk | Ligue 1              | 0     | 0      |
| 2009/10 | Lille OSC                   | Vlag van Frankrijk | Ligue 1              | 0     | 0      |
| 2010/11 | Lille OSC                   | Vlag van Frankrijk | Ligue 1              | 0     | 0      |
| 2011/12 | US Boulogne                 | Vlag van Frankrijk | Ligue 2              | 2     | 0      |
| 2011/12 | → FC Chambly                | Vlag van Frankrijk | CFA                  | 12    | 2      |
| 2012/13 | US Boulogne                 | Vlag van Frankrijk | Championnat National | 5     | 1      |
| 2013/14 | Stade Bordelais             | Vlag van Frankrijk | CFA                  | 25    | 4      |
| 2014/15 | Sint-Truidense VV           | Vlag van België    | Tweede klasse        | 29    | 2      |
| 2015/16 | Sint-Truidense VV           | Vlag van België    | Eerste klasse        | 2     | 0      |
| 2016/17 | Royale Union Saint-Gilloise | Vlag van België    | Eerste klasse B      | 9     | 0      |
| Totaal  | Totaal                      | Totaal             | Totaal               | 84    | 9      |